# Live at Montreux 2006
Live at Montreux 2006 — живий альбом англійської групи Deep Purple, який був випущений 12 червня 2007 року.

## Композиції
1. Pictures of Home — 3:56
2. Things I Never Said — 5:43
3. Strange Kind of Woman — 5:05
4. Rapture of the Deep — 5:16
5. Wrong Man — 4:25
6. Kiss Tomorrow Goodbye — 4:12
7. When a Blind Man Cries — 3:32
8. Lazy — 7:33
9. Keyboard Solo — 4:57
10. Space Truckin' — 4:54
11. Highway Star — 8:42
12. Smoke on the Water — 9:11

## Склад
- Ієн Гіллан — вокал
- Стів Морс — гітара
- Дон Ейрі — клавішні
- Роджер Гловер — бас-гітара
- Іан Пейс — ударні